# Buchkirchen
Buchkirchen osztrák mezőváros Felső-Ausztria Welsvidéki járásában. 2021 januárjában 4028 lakosa volt. 

## Elhelyezkedése

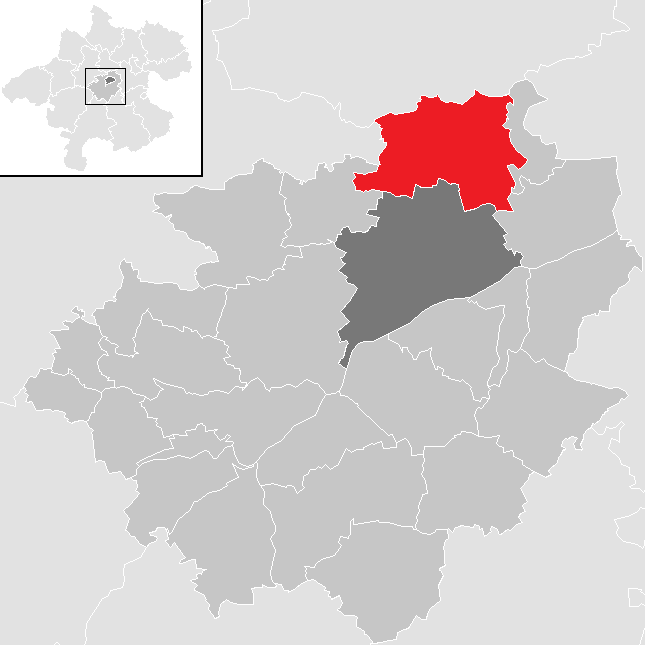
Buchkirchen a Welsvidéki járásban

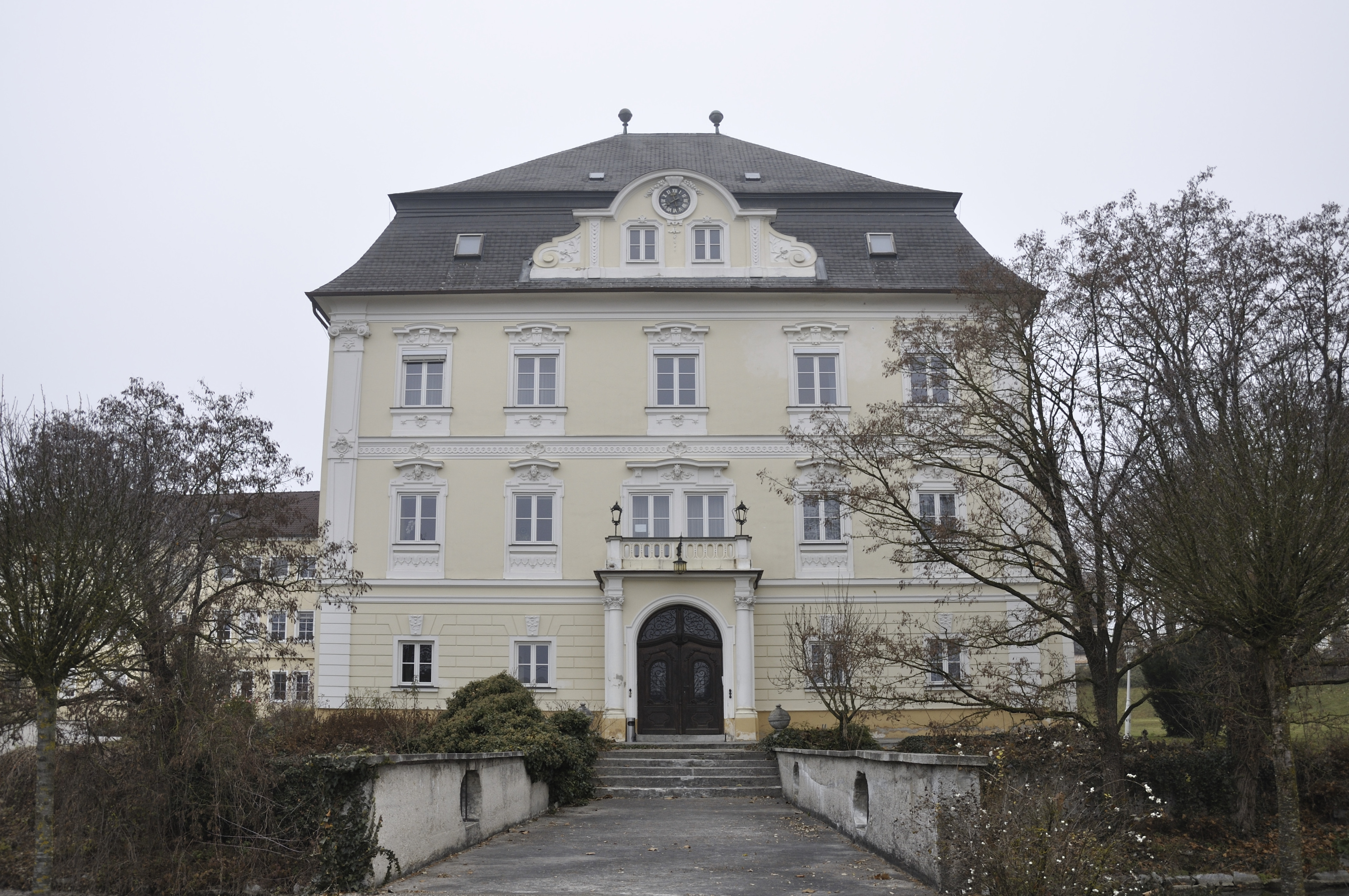
A mistelbachi kastély

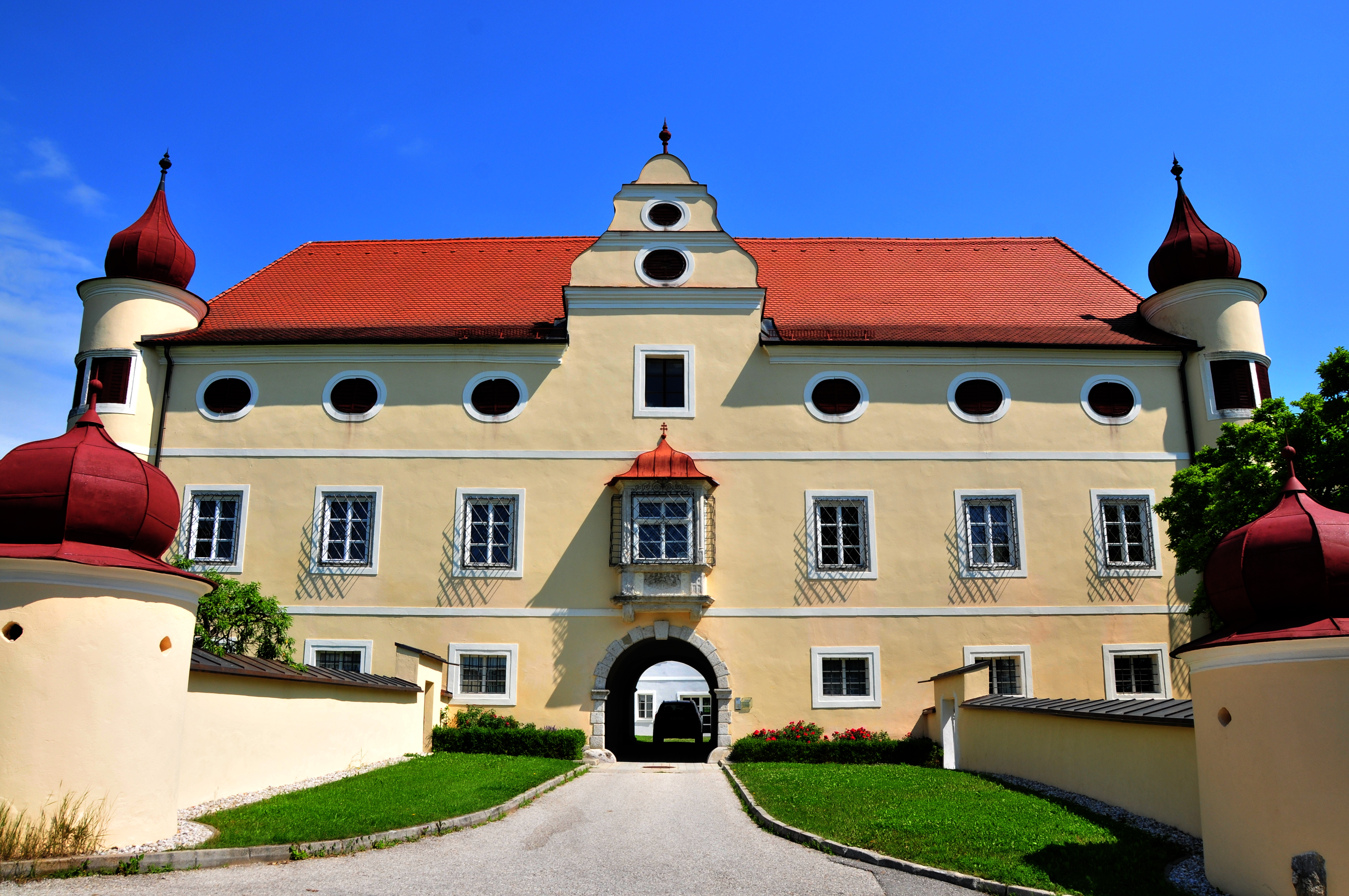
A katolikus plébánia

Buchkirchen a tartomány Hausruckviertel régiójában fekszik a Hausruckvierteli-dombságon, a Perwender Bach patak mentén. Területének 11%-a erdő, 79,3% áll mezőgazdasági művelés alatt. Az önkormányzat 33 települést és településrészt egyesít: Buchkirchen (699 lakos 2020-ban), Elend (25), Ennsberg (8), Epping (125), Haberfelden (23), Hartberg (56), Hochscharten (81), Holzwiesen (12), Hörling (58), Hundsham (239), Hupfau (171), Kandlberg (18), Lachgraben (112), Luckermair (15), Mistelbach bei Wels (43), Niedergrafing (189), Niederhocherenz (32), Niederlaab (297), Obergrafing (99), Oberhocherenz (418), Oberperwend (387), Oberprisching (62), Öhnerhäuser (7), Ottenham (29), Ötzing (36), Radlach (91), Schickenhäuser (234), Schnadt (134), Sommerfeld (151), Spengenedt (53), Unterholz (25), Wolfsgrub (20) és Wörist (96). 
A környező önkormányzatok: keletre Holzhausen, délkeletre Marchtrenk, délre Wels, délnyugatra Krenglbach, nyugatra Wallern an der Trattnach, északra Scharten, északkeletre Alkoven.

## Története
Buchkirchent 1179-ben említik először. Szt. Jakabnak szentelt templomát a 12. század közepén alapították. 1218-ban a passaui püspök a templom felügyeletét a kremsmünsteri apátságra bízta, 1291-ben pedig a  falu teljes egészében a kolostorhoz került. Az apátság környékbeli birtokait is a katolikus plébánián berendezett hivatalból igazgatták és innen szedték be az adókat. 1238-ban sáskajárás pusztította el a vetést; 1349-ben a nagy pestisjárvány szedett számos áldozatot, majd a járvány a harmincéves háború idején és 1676-ban, 1684-ben és 1742-ben is visszatért. 1450-ben a templom leégett és gótikus stílusban építették újjá, majd az ellenreformáció idején, a 17. század közepén alakították át barokk stílusúra. A napóleoni háborúk alatt a falut többször kifosztották, de a helybeliek ahogy tudtak, visszavágtak; az ún. Franciadomb alá állítólag meggyilkolt francia katonákat temettek.
Az 1848-as forradalmat követően eltörölték a feudális birtokrendszert és megalakulhatott Buckirchen önkormányzata. Az első világháborúban a mezővárosból 97-en, a másodikban 205-en vesztek oda. 

## Lakosság
A buchkircheni önkormányzat területén 2020 januárjában 4045 fő élt. A lakosságszám 1961 óta gyarapodó tendenciát mutat. 2018-ban az ittlakók 95,6%-a volt osztrák állampolgár; a külföldiek közül 0,9% a régi (2004 előtti), 2,1% az új EU-tagállamokból érkezett. 1% a volt Jugoszlávia (Szlovénia és Horvátország nélkül) vagy Törökország, 0,4% egyéb országok polgára volt. 2001-ben a lakosok 76,6%-a római katolikusnak, 13,1% evangélikusnak, 2,1% mohamedánnak, 6,6% pedig felekezeten kívülinek vallotta magát. Ugyanekkor a legnagyobb nemzetiségi csoportot a németeken (96,3%) kívül a törökök alkották 1,3%-kal. 
A népesség változása:

| 2016 | 4 060 |
| 2018 | 4 038 |

## Látnivalók
- a mistelbachi kastély
- a Szt. Jakab-plébániatemplom
- a mistelbachi Szt. Margit-templom
- az 1600 körül épített katolikus plébánia

## Fordítás
- Ez a szócikk részben vagy egészben  a   Buchkirchen című német Wikipédia-szócikk ezen változatának fordításán alapul.  Az eredeti cikk szerkesztőit annak laptörténete sorolja fel. Ez a jelzés csupán a megfogalmazás eredetét és a szerzői jogokat jelzi, nem szolgál a cikkben szereplő információk forrásmegjelöléseként.